# 世博大道站
世博大道站位于中华人民共和国上海市浦东新区长清北路与世博大道交叉口南侧，国展路与博成路之间，原2010年世界博览会浦东场址内，是上海地铁13号线率先開通区間「世博专线」的地铁车站。于2010年4月20日启用，2010年11月2日暂停运营，2015年12月19日重新开放，并整修部分设施。规划中的沪杭磁悬浮虽也设有世博园站，但并不在本站所在位置。本站位于8号线中华艺术宫站以西约1千米处。
建设中的19号线将经过本站，届时本站将成为换乘站。本站19号线站体位于世博文化公园内部，为避免后续开挖对公园运营产生影响，车站土建工程已于公园建设期间同步完工。

## 车站结构

### 车站楼层
世博大道站共有3層。地面為車站出口，地下一層為車站大廳。地下二層為13号线站台。2015年12月19日至2018年12月29日间，本站为终点站，利用进行折返，使用侧式站台落客，本站不再为终点站后，已停止日常使用。
| 地面层   | 出入口             | 1-4出入口                         |  |  |
| 地下一层 | 站厅               | 票务服务、自动售票机、人工服务台  |  |  |
| 地下二层 |                    | █ 13号线 往金运路（世博会博物馆） |  |  |
|          | 岛式站台，左侧开门 |                                   |  |  |
|          |                    | █ 13号线 存车线                   |  |  |
|          |                    | █ 13号线 往张江路（长清路）       |  |  |
|          | 侧式站台，右侧开门 |                                   |  |  |

### 站厅
世博大道站的站厅位于车站地下一层、长清北路地下，属于贯通式站厅。

### 站台
世博大道站的站台层位于长清北路地底，采用混合式月台布局：车站西侧的側式月台13号线往张江路方向，东侧的島式月台13号线往金运路方向。两个站台的中部均设有通往站厅层的升降电梯。
该站台东南侧设有和7号线的联络线，用于车务调动。

## 车站出口
世博大道站设有4个出入口，各出入口如下所示：
| 出口编号            | 出口指示         | 照片 |
| ------------------- | ---------------- | ---- |
| 1 · 出口            | 博成路，长清北路 |      |
| 2 · 出口            | 国展路，长清北路 |      |
| 3 · 出口 · （设有） | 国展路，长清北路 |      |
| 4 · 出口            | 博成路，长清北路 |      |
| 图例： 设有         |                  |      |

土建已完工的19号线设有三个出入口，均在世博文化公园附近，位置大致为：
| 出口编号（工程编号） | 出口位置                           |
| -------------------- | ---------------------------------- |
| 1号口                | 世博文化公园东游客中心南侧         |
| 2号口                | 世博文化公园舞动广场济坤路入口南侧 |
| 3号口                | 世博文化公园国展路入口西侧         |

其中工程2、3号口为常规外观，工程1号口结合周边地形隐藏于假山内。